# Oberamt Neustadt am Kulm
Koordinaten: 50° N, 12° O

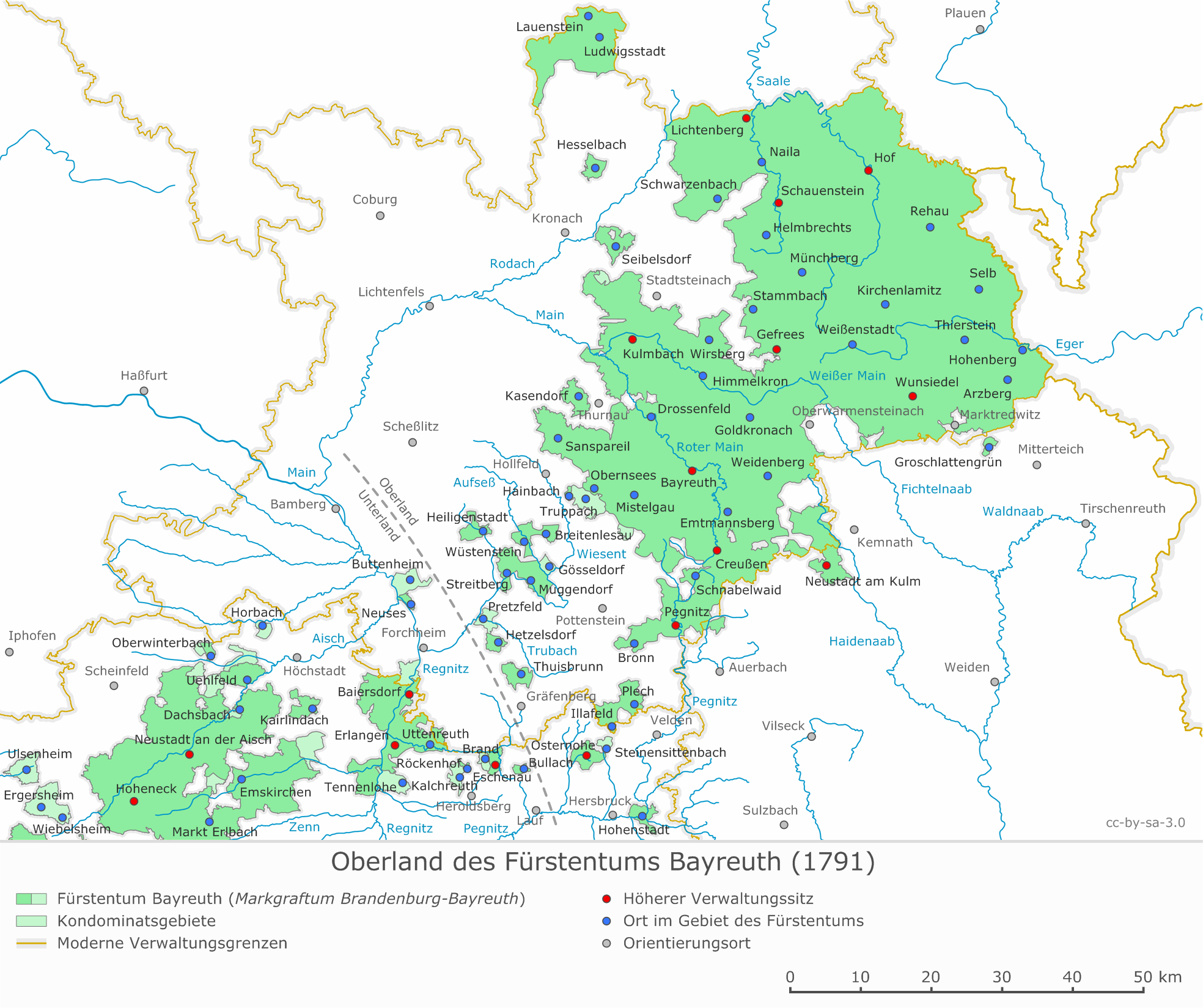
Das Oberland des Fürstentums Bayreuth mit dem Oberamt Neustadt am Kulm im Südosten

Das Oberamt Neustadt am Kulm war ein Verwaltungsgebiet des Fürstentums Bayreuth, das bis 1791/92 von einer Nebenlinie der Hohenzollern regiert wurde. Das Oberamt Neustadt am Kulm wurde um das Jahr 1680 eingerichtet und bestand bis 1772. Danach war es Teil der Amtshauptmannschaft Bayreuth.
Zu dem Amt gehörten folgende Orte:
Filchendorf, Göppmannsbühl, Guttenthau, Neumühle, Neustadt am Kulm, Pechmühle nach Neustadt, Ramlesreuth, Scheckenhof, Schneckenhof, Speichersdorf, Tauritzmühle, Teufelhammer, Wildenreuth, Wirbenz.
Zu den prägenden Persönlichkeiten dieser Zeit gehört unter anderem Johann Philipp von Beust, General und Geheimer Kriegsrat sowie von 1745 bis 1761 Oberamtmann in Neustadt am Kulm war. Hinzu kommen die Geistlichen Adam Rößler und Georg Albrecht Stübner. Johann Richter, Großvater väterlicherseits von Jean Paul, war in jener Zeit in Neustadt Musiker, Kantor, Organist und Rektor. Wolfgang Schmidt war Landschaftskommissar, Steuereinnehmer, Stadt- und Gerichtsschreiber in Neustadt bis 1770. Justus Friedrich Zehelein war später Erster (Königlich Preußischer) Justizamtmann der Stadt Neustadt am Kulm.
Eine detaillierte Darstellung der Geschichte Neustadts bietet der